# Geopark Nordisches Steinreich
Der Geopark Nordisches Steinreich (Eigenschreibweise GeoPark Nordisches Steinreich) ist ein Geopark in den Bundesländern Mecklenburg-Vorpommern, Schleswig-Holstein und zu einem kleinen Teil in Niedersachsen. Er erstreckt sich von Hamburg bis Schwerin, von Lüneburg bis zur Ostsee. Er wurde 2011 gegründet.
Der Geopark Nordisches Steinreich zählt nicht zu den Nationalen Geoparks.